# Poção de Pedras (ort)
Poção de Pedras är en ort i Brasilien.   Den ligger i kommunen Igarapé Grande och delstaten Maranhão, i den nordöstra delen av landet, 1 300 km norr om huvudstaden Brasília. Poção de Pedras ligger 41 meter över havet och antalet invånare är 12 337.
Terrängen runt Poção de Pedras är huvudsakligen platt. Poção de Pedras ligger nere i en dal. Runt Poção de Pedras är det ganska glesbefolkat, med 31 invånare per kvadratkilometer.. Det finns inga andra samhällen i närheten.
Omgivningarna runt Poção de Pedras är huvudsakligen savann.